# リチャード・ハインズ
リチャード・オールディング・ハインズ（Richard Olding Hynes、1944年11月29日 - ）は、英国育ちの米国の生物学者。白人男性。米国マサチューセッツ工科大学・コッホ研究所・教授。ハワード・ヒューズ医学研究所・研究員。Ph.D.。専門は、細胞接着の分子生物学。

## 略歴
英国ケンブリッジ大学で生化学を学んだあと、米国マサチューセッツ工科大学大学院で細胞生物学を修め、26歳の時に生物学の博士号を取得する。
博士号取得後に英国へ戻り、王立がん研究基金 (Imperial Cancer Research Fund) で研究員、その後、同所で研究室を主宰し、28歳でその後大発展する細胞接着分子・フィブロネクチン（fibronectin）を発見した。
38歳で、大学院時代を過ごした米国マサチューセッツ工科大学のがんセンター・生物学科の教授に就任する。
41歳の時、フィブロネクチンレセプター・インテグリン（integrin）を発見・命名する。インテグリンはその後、大発展する。
数百編の原著論文を発表し、｢Cell｣「Blood」など多数の著名な研究雑誌の編集委員、研究費配分審査員、英国・米国の多数の研究機関・大学・委員会のアドバイザー、米国科学アカデミー会員、アメリカ細胞生物学会会長などを勤め、米国の生命科学者の典型的な王道を歩んできている。
細胞接着の分野がノーベル賞の候補となれば、最有力の1人。
弟子は、Martin Schwartz（イエール大学・教授）、Jean Schwarzbauer（プリンストン大学・教授、女性）など著名な生命科学者が多数いる。

## 研究概要
生物は細胞から成り立ち、細胞は細胞あるいは細胞外マトリックスに接着し、組織を形成し維持している。ハインズは、中心となる細胞接着分子とその受容体を発見、命名、構造解析、機能解明をしてきた。彼の研究は、生物学の基本原理の発見であり、周辺分野に及ぼす影響はとても大きい。特に、細胞生物学、分子生物学、発生生物学、がんの転移、組織修復などでの影響は大きいが、それら基礎分野だけでなく、病気の診断・予防、医薬品の開発などの応用分野にも広範に影響を及ぼしている。
1973年、28歳、主宰した研究室の最初の研究で、フィブロネクチン（fibronectin）を発見する。細胞のがん化に伴い細胞表面から消失するタンパク質として発見した。
1986年、41歳、フィブロネクチンレセプターのcDNAクローニングを行ない、インテグリン（integrin）と命名した。

## 略歴
- 1944年 ケニア、ナイロビ生まれ
- 1966年  英国 ケンブリッジ大学 学士号取得（生化学専攻）
- 1970年  英国 ケンブリッジ大学 修士号取得（生化学専攻）
- 1971年  米国マサチューセッツ工科大学 博士号取得（生物学専攻）
- 1971年  英国 王立がん研究基金 研究員、後に助教授、後に准教授
- 1983年  米国マサチューセッツ工科大学 がんセンター・生物学科 教授
- 1988年-現 米国ハワード・ヒューズ医学研究所研究員
- 1989年-現 英国王立協会・フェロー（FRS：Fellow of the Royal Society）
- 1996年-現 米国科学アカデミー・会員[5]
- 1999年-現 米国マサチューセッツ工科大学・コッホ研究所 教授（Daniel K. Ludwig Professor for Cancer Research）
- 2000年 アメリカ細胞生物学会・会長
- 2004年-現 米国 ブロード研究所・協会会員

（この節の出典）

## 受賞・叙勲
- 1997年 ガードナー国際賞（エルキ・ルースラーティと共同受賞）
- 2007年 アメリカ細胞生物学会よりE・B・ウィルソン・メダル
- 2012年 トムソン・ロイター引用栄誉賞（エルキ・ルースラーティ、竹市雅俊と共同受賞）
- 2022年 アルバート・ラスカー基礎医学研究賞（エルキ・ルースラーティ、Timothy A. Springerと共同受賞）

## 主な著作
- 数百編の原著論文[7]
- Fibronectins, Springer-Verlag, 1990, ISBN 978-0-387-97050-9
- Surfaces of Normal and Malignant Cells, Books on Demand, ISBN 978-0-608-17580-5